# Nettare (botanica)

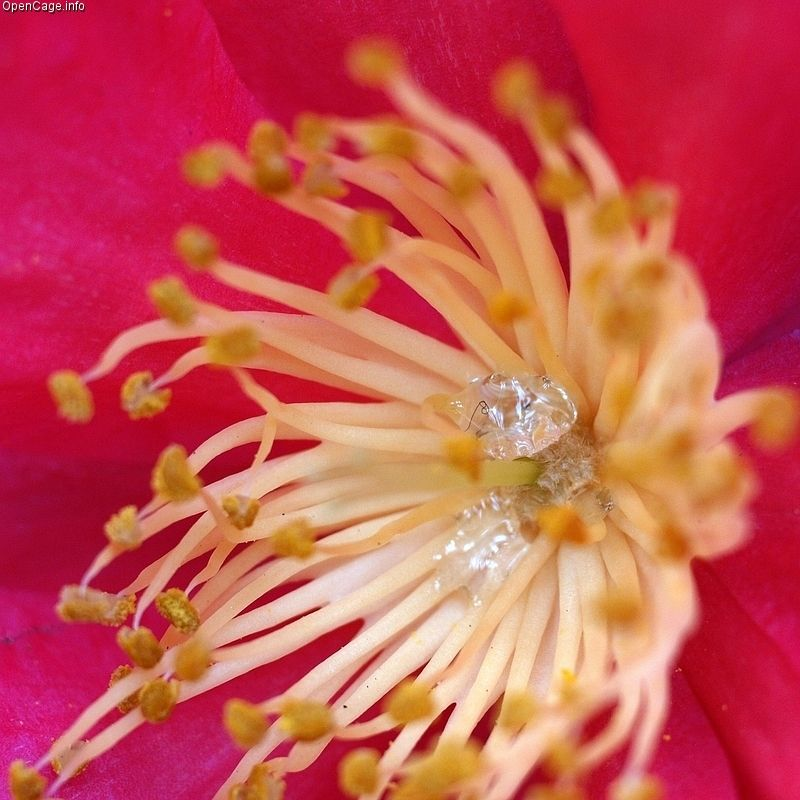
Nettare di Camellia

Il nettare, in botanica, è una soluzione acquosa e zuccherina prodotta dalle piante mellifere mediante i fiori per attirare gli insetti impollinatori.
È prodotto da ghiandole chiamate ghiandole nettarine o nettàri. La localizzazione dei nettàri sulla pianta varia da specie a specie e si distinguono in: nettàri fiorali, che si trovano nel fiore, e nettàri extrafiorali, che si trovano in parti non riproduttive della pianta. Il nettare è elaborato dalle api fino a trasformarlo in miele.
È economicamente importante appunto perché necessario alla produzione del miele. Le piante che forniscono nettare sono dette nettarifere, ma più in generale si parla di piante mellifere.

## Etimologia
Il termine nettare deriva dal greco νεκταρ, la bevanda leggendaria della vita eterna. Alcuni fanno derivare la parola da νε- o νη- "non" più κτα- o κτεν- "uccidere", che significa "immortale". L'uso comune della parola "nettare" per riferirsi al "liquido dolce nei fiori", è registrato per la prima volta nel 1600 d.C.

## Nettàri floreali
Un nettàrio è un tessuto floreale che si trova in diverse posizioni del fiore ed è una delle numerose strutture floreali secretorie, inclusi elaiofori e osmofori, che producono rispettivamente nettare, olio e profumo. La funzione di queste strutture è quella di attirare potenziali impollinatori, che possono includere insetti, tra cui api e falene, e vertebrati come colibrì e pipistrelli. I nettàri possono comparire su qualsiasi parte floreale, ma possono anche rappresentare una parte modificata o una nuova struttura. I diversi tipi di nettari floreali includono:
- ricettacolo (ricettacolare: extrastaminale, intrastaminale, interstaminale)
- hypanthium (ipanthial)
- tepali (perigonali, tepali)
- sepali
- petalo (petalo, corolla)
- stame (staminale, androeciale: filamento, antera, staminodale)
- pistillo (stigmatico, styler)
  - pistillodes (pistillodale, carpellodiale)
  - ovari (ovariche: non settali, settali, ginopleuriche)

La maggior parte dei membri delle Lamiaceae ha un disco nettarifero che circonda la base dell'ovaio e deriva dallo sviluppo del tessuto ovarico. Nella maggior parte delle Brassicaceae il nettàre è alla base del filamento dello stame. Molte monocotiledoni hanno nettàri settali, che si trovano ai margini non fusi dei carpelli. Questi trasudano nettare da piccoli pori sulla superficie del gineceo. I nettàri possono anche variare per colore, numero e simmetria. I nettari possono anche essere classificati come strutturali o non strutturali. I nettari strutturali si riferiscono a specifiche aree di tessuto che trasudano nettare, come i tipi di nettari floreali precedentemente elencati. I nettari non strutturali secernono il nettare raramente da tessuti non differenziati. I diversi tipi di nettari floreali co-evolvono a seconda dell'impollinatore che si nutre del nettare della pianta. Il nettare viene secreto dalle cellule epidermiche dei nettari, che hanno un citoplasma denso, per mezzo di tricomi o stomi modificati. Il tessuto vascolare adiacente conduce il floema portando gli zuccheri nella regione secretoria, dove viene secreto dalle cellule attraverso le vescicole confezionate dal reticolo endoplasmatico. Anche le cellule subepidermiche adiacenti possono essere secretorie. I fiori che hanno nettari più lunghi a volte hanno una vascolarizzazione del filamento nel nettare per facilitare il trasporto su una distanza maggiore.
Gli impollinatori si nutrono del nettare e, a seconda della posizione del nettare, l'impollinatore assiste nella fecondazione e nell'incrocio della pianta mentre sfiora gli organi riproduttivi, lo stame e il pistillo, e raccolgono o depositano il polline. Il nettare dei fiori è talvolta usato come ricompensa per gli insetti, come le formiche, che proteggono la pianta dai predatori. Molte famiglie floreali hanno sviluppato uno sperone del nettare. Questi speroni sono proiezioni di varie lunghezze formate da diversi tessuti, come i petali o i sepali. Consentono agli impollinatori di atterrare sul tessuto allungato e raggiungere più facilmente il nettare. Diverse caratteristiche dello sperone, come la sua lunghezza o posizione nel fiore, possono determinare il tipo di impollinatore che visita il fiore.
La difesa dagli erbivori è spesso uno dei ruoli dei nettari extrafloreali. Anche i nettari floreali possono essere coinvolti nella difesa. Oltre agli zuccheri presenti nel nettare, alcune proteine si possono trovare anche nel nettare secreto dai nettari floreali. Nelle piante di tabacco, queste proteine hanno proprietà antimicrobiche e antimicotiche e possono essere secrete per difendere il gineceo da alcuni agenti patogeni.
I nettari floreali si sono evoluti e si sono differenziati nei diversi tipi di nettari a causa dei vari impollinatori che visitano i fiori. Nelle Melastomataceae si sono evoluti diversi tipi di nettari floreali che sono andati perduti molte volte. I fiori che producevano nettare ancestralmente e avevano nettari potrebbero aver perso la capacità di produrre nettare a causa della mancanza di consumo di nettare da parte degli impollinatori, come alcune specie di api. Invece si sono concentrati sull'allocazione dell'energia alla produzione di polline. Le specie di angiosperme usano il nettare per attirare gli impollinatori, come uccelli e farfalle. Nelle Bromeliaceae, i nettari settali (una forma di nettare gineciale) sono comuni nelle specie impollinate da insetti o uccelli. Nelle specie impollinate dal vento, i nettari sono spesso assenti perché non c'è un impollinatore a cui fornire una ricompensa. Nei fiori che sono generalmente impollinati da insetti con apparato boccale specializzato nella suzione (lambente o ligulato), come nel caso di alcune mosche, falene, farfalle, i nettàri ovarici possono essere presenti in fondo a lunghe strutture tubulari di modo da risultare selettivi per determinate specie (fiori "specialisti"). I nettàri del sepalo e dei petali sono spesso più comuni nelle specie impollinate da insetti dalla ligula corta che non riescono a raggiungere così facilmente aree situate più in profondità.

### Secrezione
La secrezione di nettare aumenta man mano che il fiore viene visitato dagli impollinatori. Dopo l'impollinazione, il nettare viene spesso riassorbito nella pianta. La quantità di nettare nei fiori in un dato momento è variabile a causa di molti fattori, tra cui l'età dei fiori, la posizione della pianta, e la gestione dell'habitat.

## Nettari extrafloreali
I nettari extraflorali (detti anche nettari extranuziali) sono ghiandole vegetali specializzate che secernono nettare che si sviluppano al di fuori dei fiori e non sono coinvolte nell'impollinazione, generalmente sulla foglia o sul picciolo (nettari fogliari) e spesso in relazione alla venatura fogliare. Sono molto diversi per forma, posizione, dimensione e meccanismo. Sono stati descritti praticamente in tutte le parti di piante fuori terra, inclusi stipole, cotiledoni, frutti e steli. Si va da tricomi unicellulari a complesse strutture a forma di coppa che possono o non possono essere vascolarizzate. Come i nettari floreali, sono costituiti da gruppi di tricomi ghiandolari (es. Hibiscus) o da cellule epidermiche secretorie allungate. Questi ultimi sono spesso associati al tessuto vascolare sottostante. Possono essere associati a sacche specializzate (domatia), fosse o regioni rialzate (es. Euphorbiaceae). Le foglie di alcuni eudicotiledoni tropicali (es. Fabaceae) e magnoliidi (es. Piperaceae) possiedono ghiandole che sono tricomi globulari specializzati per attirare le formiche. Secernono materia particolarmente ricca di carboidrati, proteine e lipidi.
Sebbene la loro funzione non sia sempre chiara e possa essere correlata alla regolazione degli zuccheri, nella maggior parte dei casi sembrano facilitare le relazioni delle piante con gli insetti. A differenza dei nettari floreali, il nettare prodotto all'esterno del fiore ha generalmente una funzione difensiva. Il nettare attira gli insetti predatori che mangeranno sia il nettare che tutti gli insetti che si nutrono di piante intorno, fungendo così da "guardie del corpo". Gli insetti predatori in cerca di cibo mostrano una preferenza per le piante con nettari extrafloreali, in particolare alcune specie di formiche e vespe, che sono state osservate difendere le piante dove normalmente questi animali si trovano. L'Acacia è un esempio di pianta i cui nettari attirano le formiche, che proteggono la pianta stessa da altri insetti erbivori. Tra le passiflore, ad esempio, i nettari extrafloreali prevengono gli erbivori attirando le formiche e dissuadendo due specie di farfalle dalla deposizione delle uova. In molte piante carnivore, i nettari extrafloreali sono utilizzati anche per attirare prede di insetti.
Darwin capì che il nettare extrafloreale "sebbene piccolo in quantità, è avidamente ricercato dagli insetti" ma riteneva che "le loro visite non giovano in alcun modo alla pianta". Riteneva invece che i nettari extrafloreali fossero di natura escretrice (idatodi). Le loro funzioni difensive furono per la prima volta riconosciute dal botanico italiano Federico Delpino nella sua importante monografia Funzione mirmecofila nel regno vegetale (1886). Lo studio di Delpino è stato ispirato da un disaccordo con Charles Darwin, con il quale ha avuto una corrispondenza regolare.
Nettari extrafloreali sono stati segnalati in oltre 3941 specie di piante vascolari appartenenti a 745 generi e 108 famiglie, il 99,7% delle quali appartiene a piante da fiore (angiosperme), comprendendo dall'1,0 all'1,8% di tutte le specie conosciute. Sono più comuni tra gli eudicotiledoni, presenti in 3642 specie (di 654 generi e 89 famiglie), in particolare tra i rosidi che comprendono più della metà delle occorrenze conosciute. Le famiglie che mostrano il maggior numero di presenze di nettari extraflorali sono le Fabaceae, con 1069 specie, le Passifloraceae, con 438 specie, e le Malvaceae, con 301 specie. I generi con il maggior numero di occorrenze sono Passiflora (322 specie, Passifloraceae), Inga (294 specie, Fabaceae) e Acacia (204 specie, Fabaceae). Altri generi con nettari extraflorali includono Salix (Salicaceae), Prunus (Rosaceae) e Gossypium (Malvaceae).
Nettari fogliari sono stati osservati anche in 39 specie di felci appartenenti a sette generi e quattro famiglie di Cyatheales e Polypodiales. Sono assenti, tuttavia, nelle briofite, nelle gimnosperme, nelle prime angiosperme, nei magnoliidi e nei membri di Apiales tra gli eudicotiledoni. Gli studi filogenetici e l'ampia distribuzione dei nettari extraflorali tra le piante vascolari indicano molteplici origini evolutive indipendenti di nettari extrafloreali in almeno 457 lignaggi indipendenti.

## Componenti
Gli ingredienti principali del nettare sono zuccheri in proporzione variabile di saccarosio, glucosio e fruttosio. Inoltre, i nettari hanno diverse altre sostanze fitochimiche che servono sia ad attirare gli impollinatori che a scoraggiare i predatori. Carboidrati, amminoacidi e sostanze volatili funzionano per attirare alcune specie, mentre alcaloidi e polifenoli sembrano svolgere una funzione protettiva.
La Nicotiana attenuata, una pianta di tabacco originaria dello stato americano dello Utah, utilizza diversi aromi volatili per attirare uccelli impollinatori e falene. L'aroma più forte è il benzilacetone, ma la pianta aggiunge anche nicotina amara, che è meno aromatica, quindi potrebbe non essere rilevata dall'uccello fino a dopo averlo bevuto. I ricercatori ipotizzano che lo scopo di questa aggiunta sia quello di scoraggiare il raccoglitore (l'animale che cerca il nettare) dopo solo un sorso, motivandolo a visitare altre piante, massimizzando così l'efficienza di impollinazione ottenuta dalla pianta per una produzione minima di nettare. Neurotossine come l'esculina sono presenti in alcuni nettari come quello del Buckeye della California (Aesculus californica). Il nettare contiene acqua, carboidrati, aminoacidi, ioni e numerosi altri composti.

## Altre strutture secretorie floreali
Alcune piante impollinate dagli insetti sono prive di nettari, ma attirano gli impollinatori attraverso altre strutture secretorie. Gli elaiofori sono simili ai nettari ma secernono olio. Gli osmofori sono strutture strutturali modificate che producono profumi volatili. Nelle orchidee essi hanno qualità di feromoni. Gli osmofori hanno un'epidermide a cupola spessa o papillata e un citoplasma denso. La Platanthera bifolia produce un profumo notturno dal labello. Il genere Ophrys ha cellule epidermiche a forma di cupola, papillate e di colorazione scura che formano osmofori. I narcisi emettono sostanze volatili specifiche per l'impollinatore dalla corona (una struttura aggiuntiva in alcune piante che consiste in un anello o un insieme di appendici di tessuto adassiale derivanti dalla corolla o dal bordo esterno degli stami).

## Galleria d'immagini

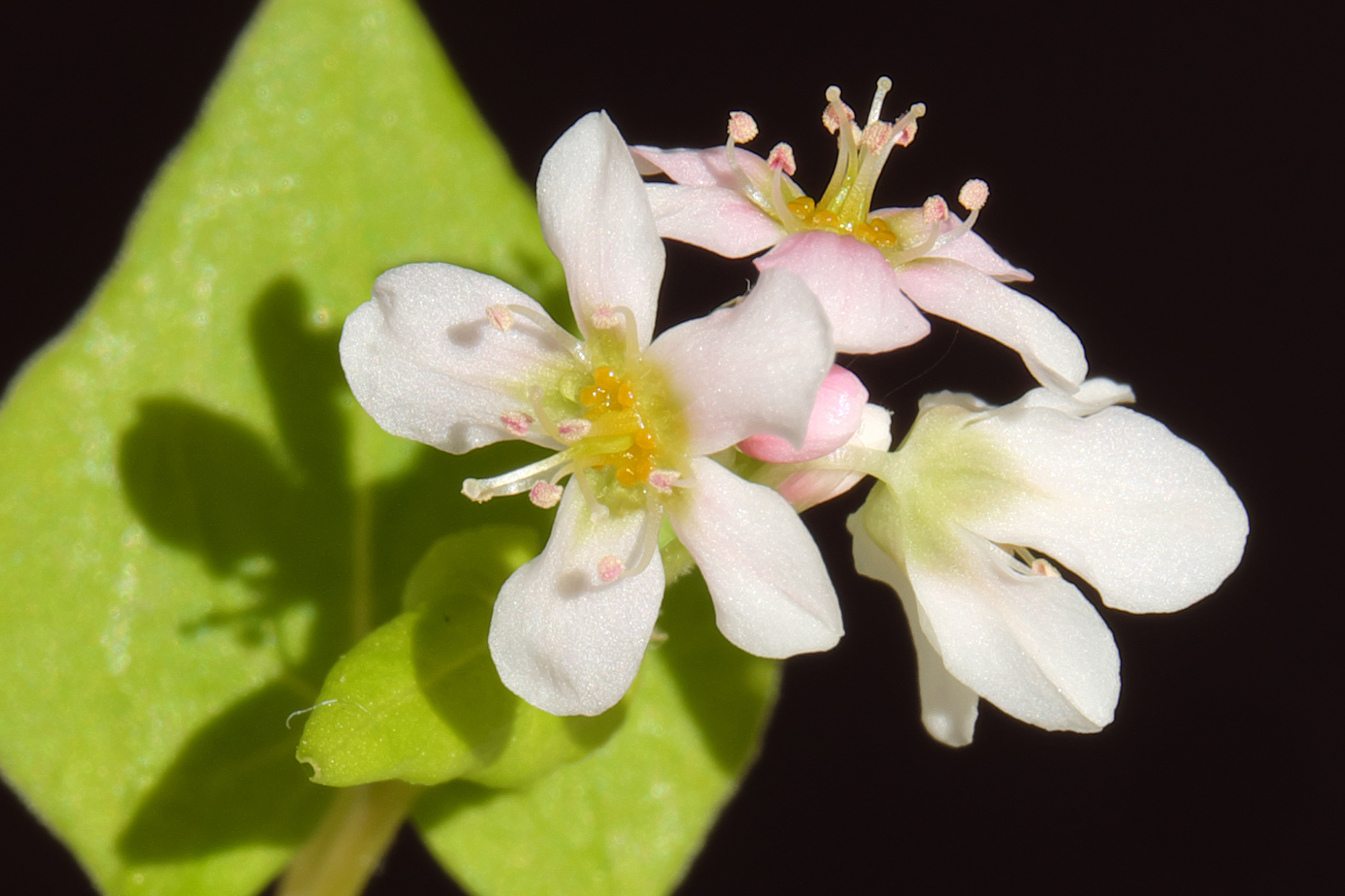
Gocce di nettare nei fiori di grano saraceno
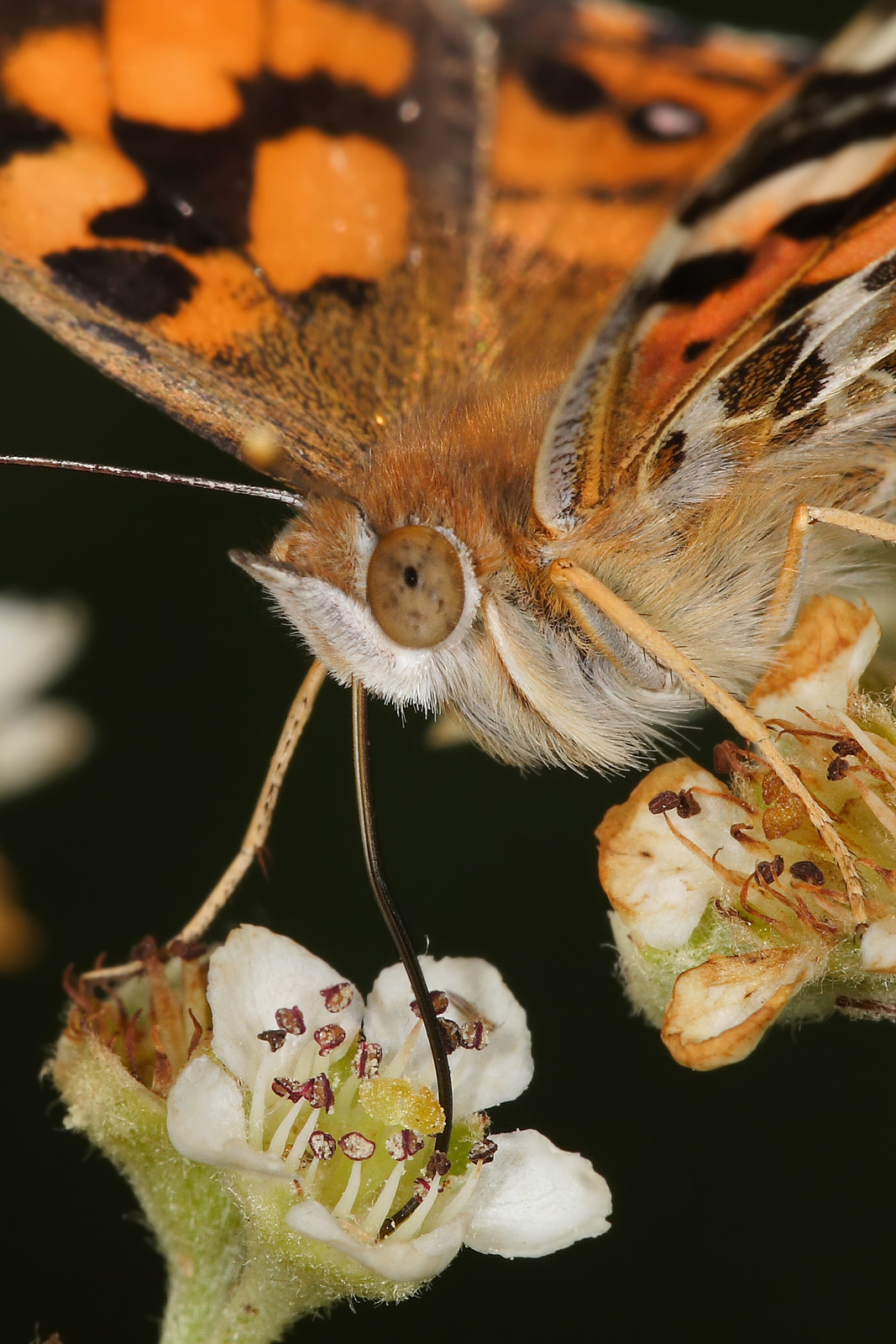
Un esemplare di Vanessa kershawi che si nutre del nettare di un fiore
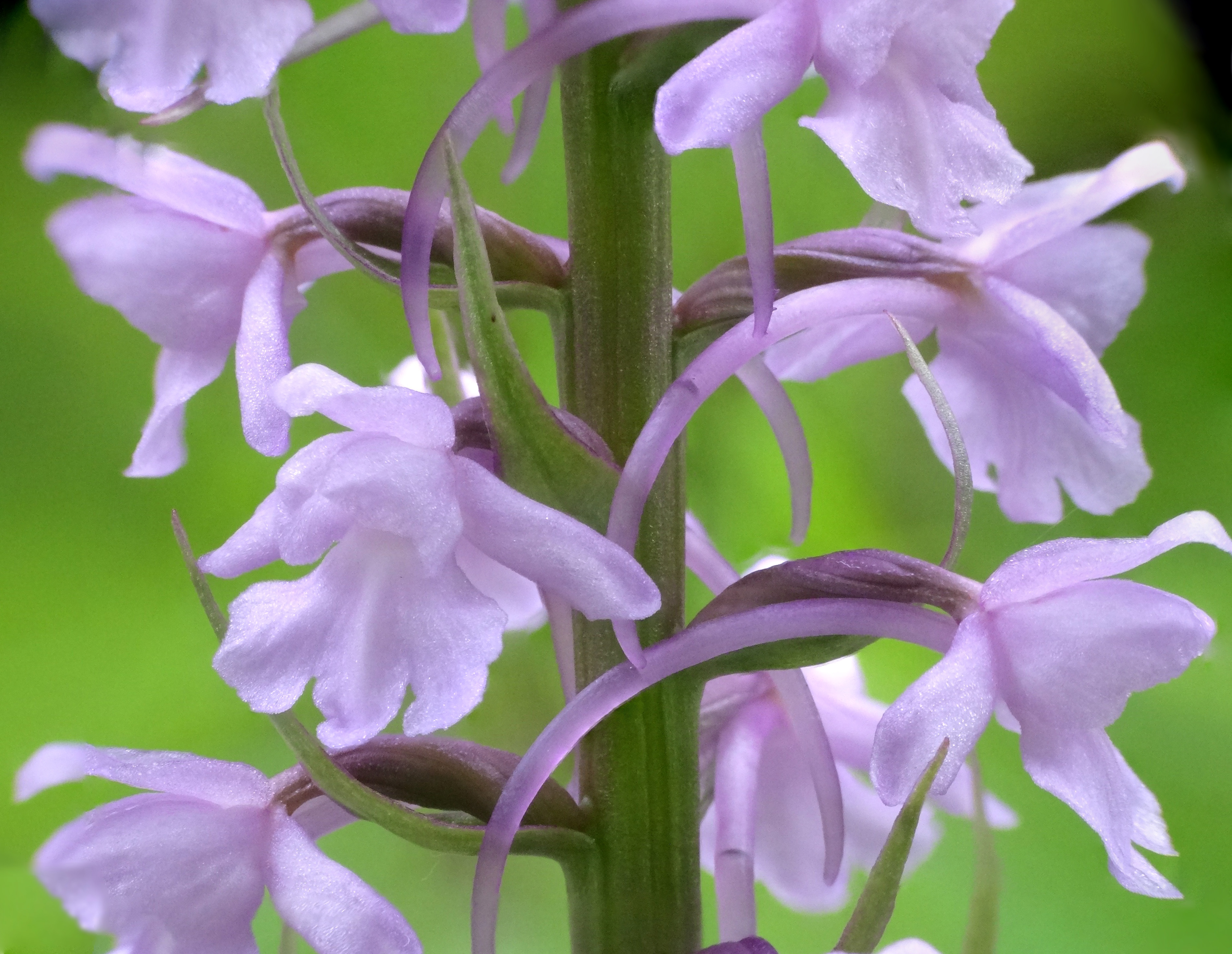
Fiori di Gymnadenia conopsea con sperone pieno di nettare
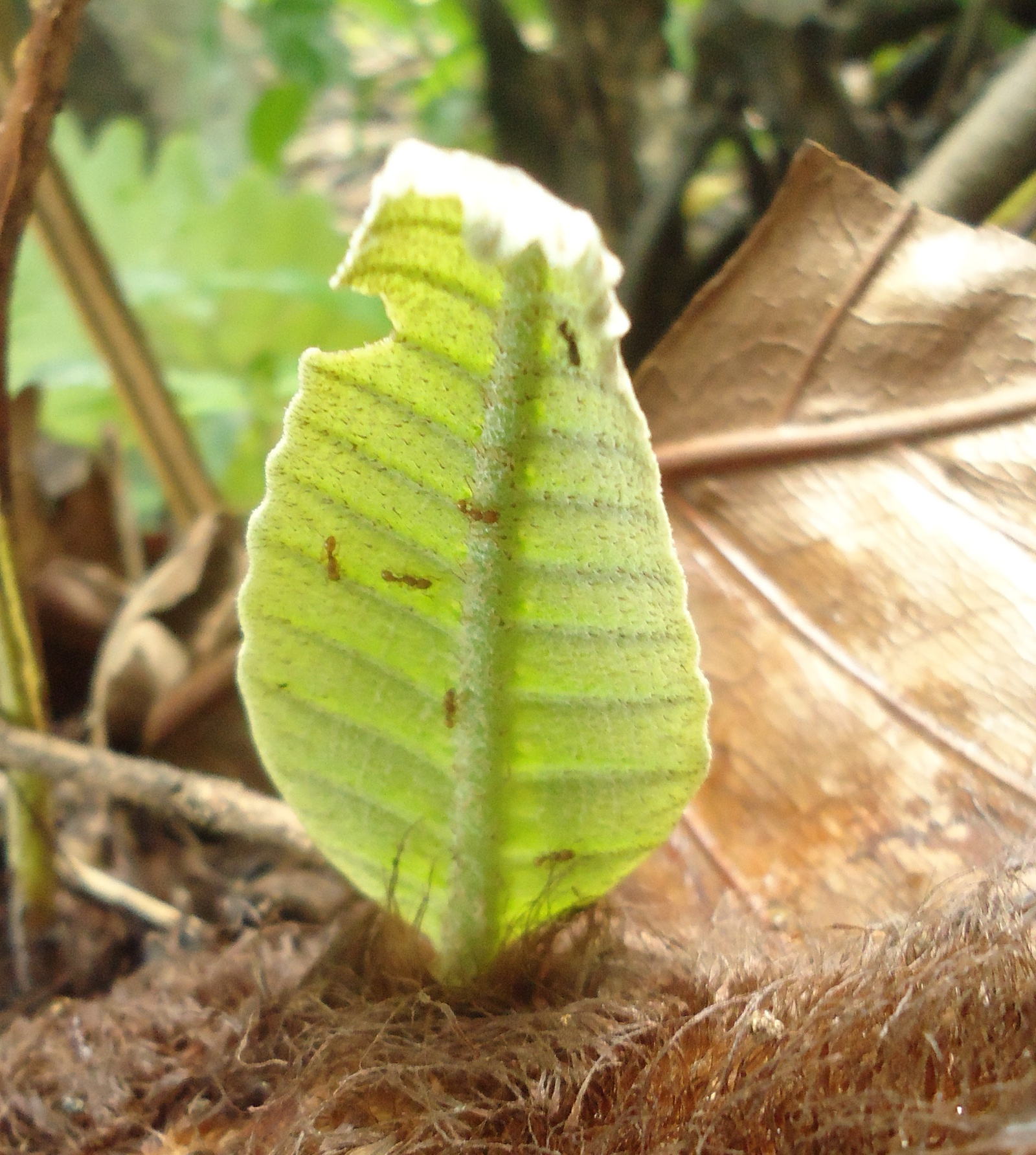
Formiche su nettari extrafloreali nella superficie inferiore di una giovane fronda di Drynaria quercifolia
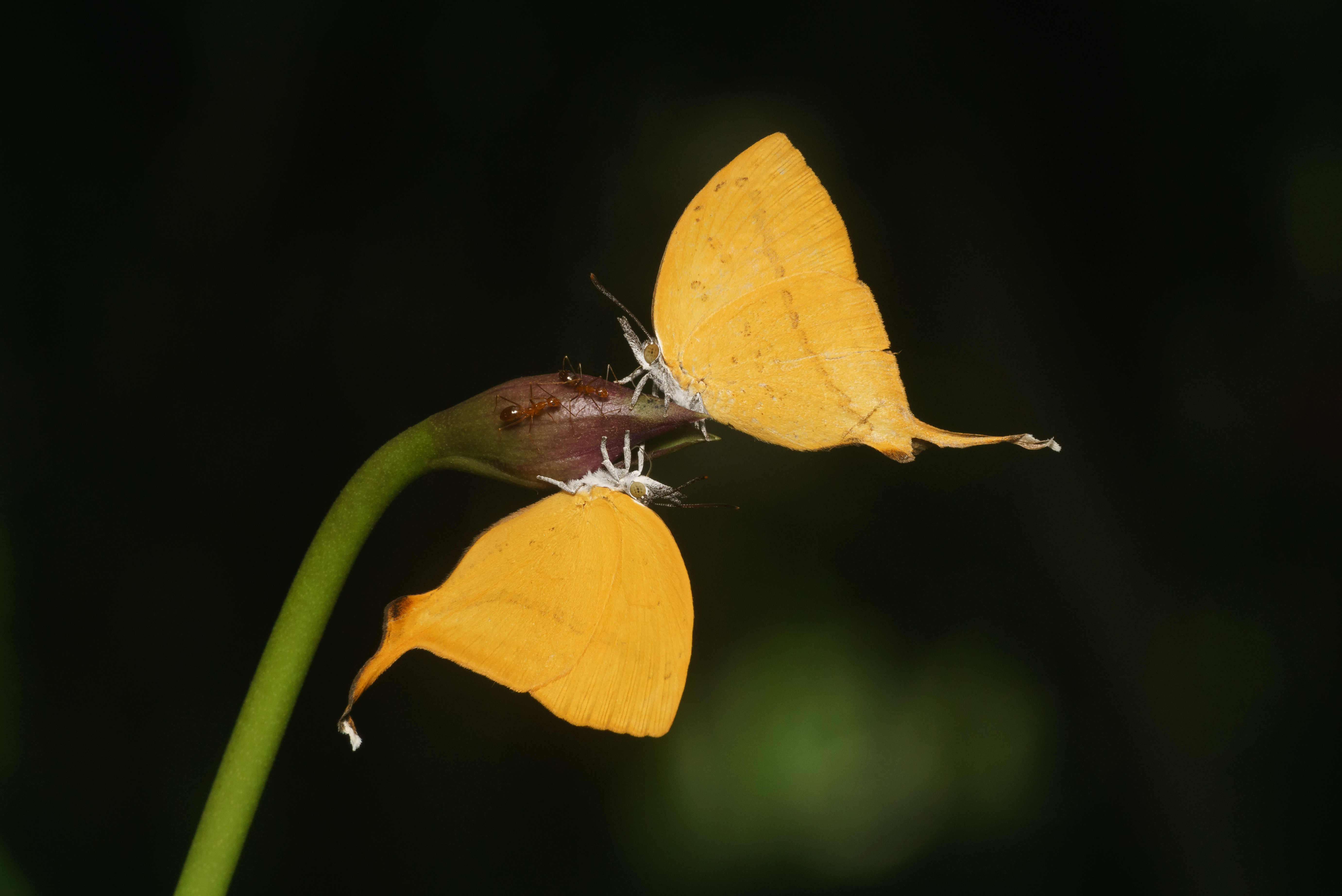
Farfalle Loxura atymnus e formiche pazze gialle (Anoplolepis gracilipes) che consumano il nettare secreto dai nettari extraflorali di una gemma di Spathoglottis plicata
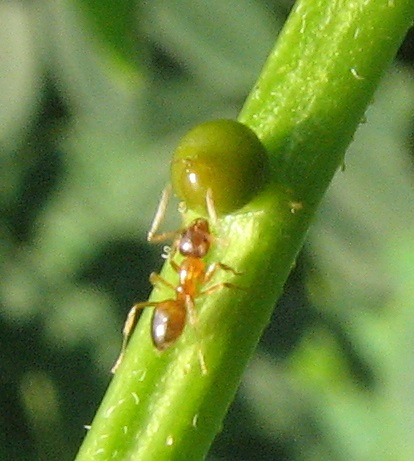
Nylanderia flavipes in visita ai nettari extraflorali di un esemplare di Senna
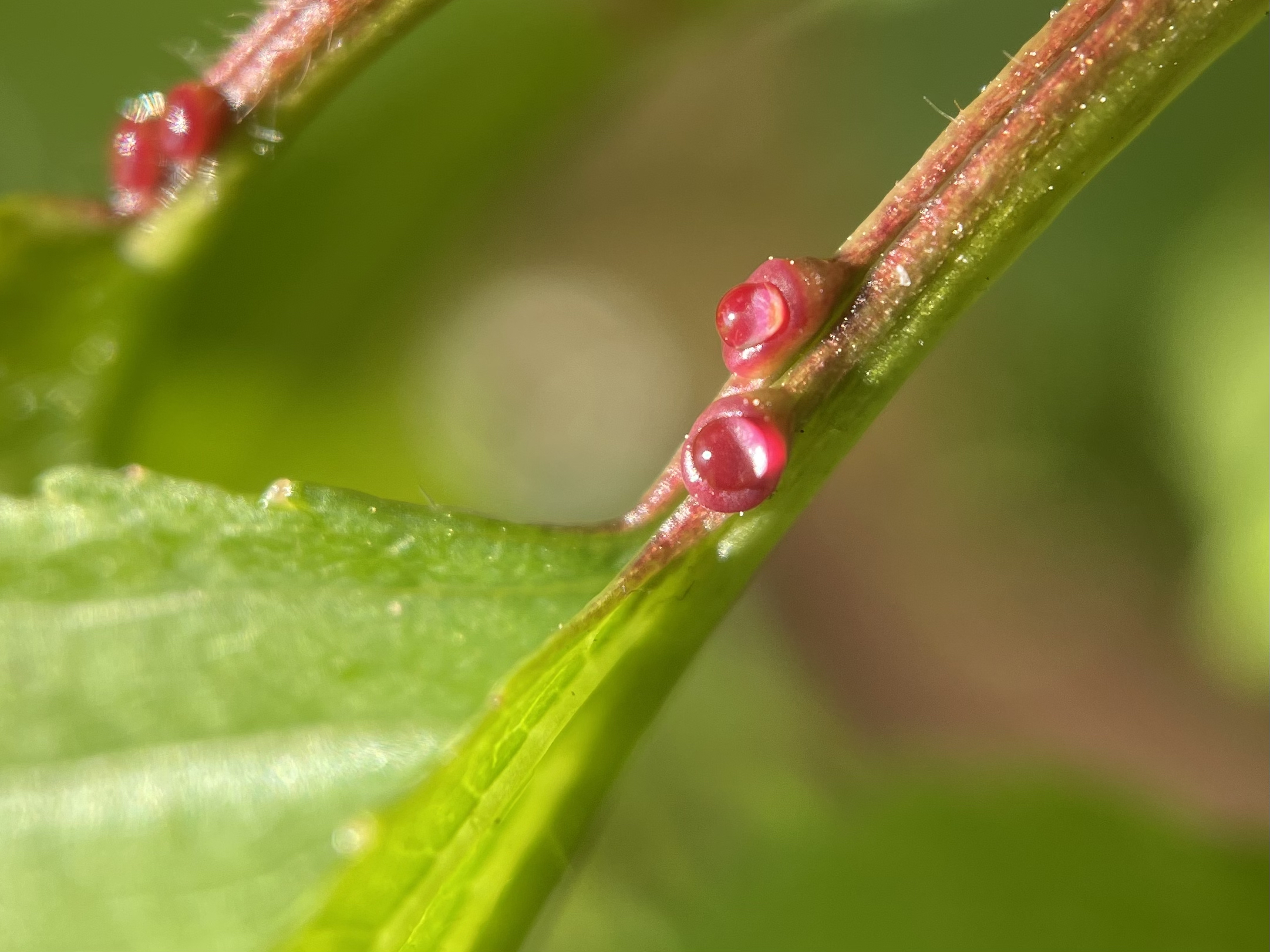
Nettari extrafloreali con goccioline di nettare sul picciolo di una foglia di ciliegio selvatico (Prunus avium)
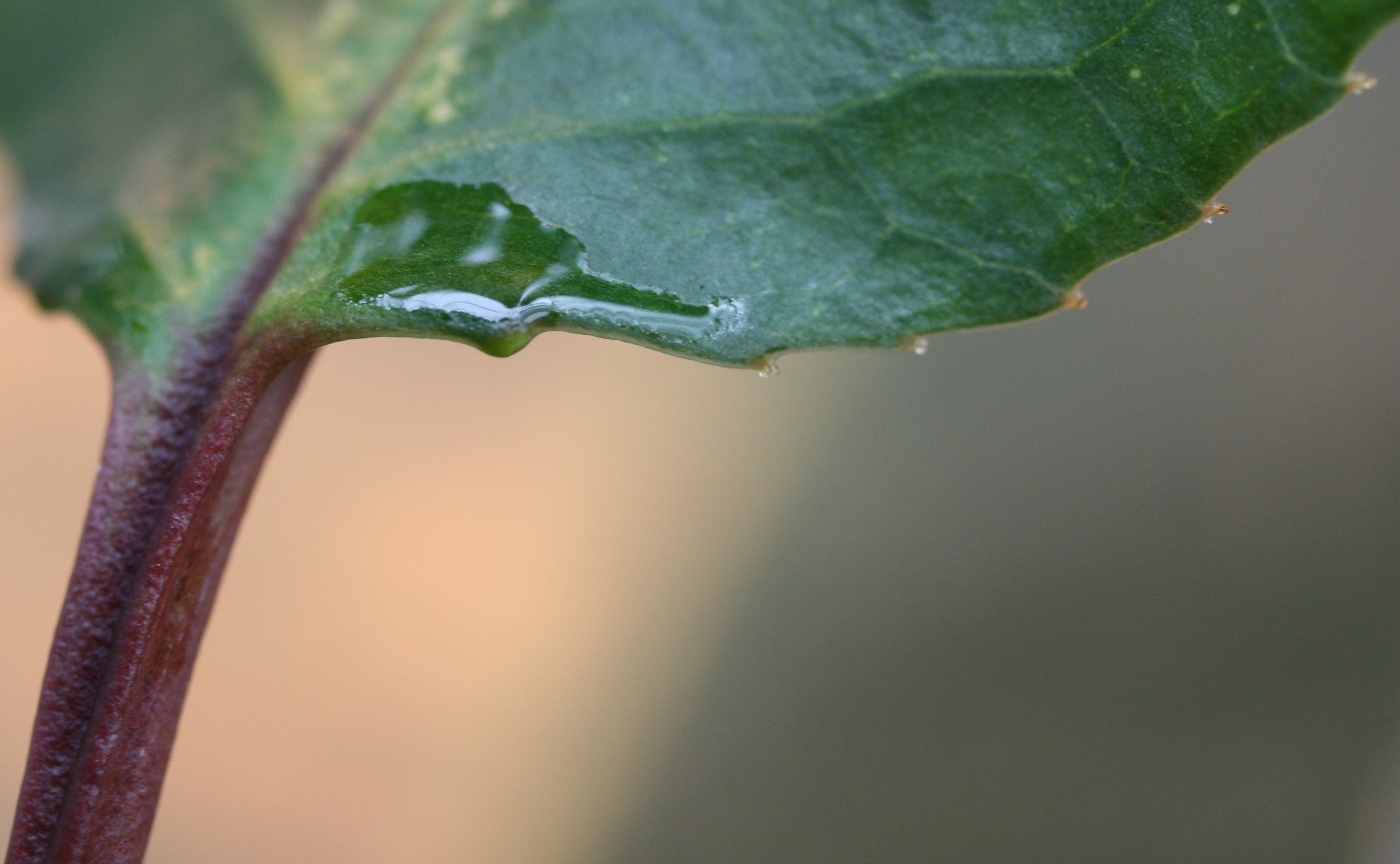
Nettari extrafloreali su foglia rossa di Prunus africana